# Morpho cacica
Morpho cacica är en fjärilsart som beskrevs av Otto Staudinger 1876. Morpho cacica ingår i släktet Morpho och familjen praktfjärilar. Inga underarter finns listade i Catalogue of Life.